# Милан — Сан-Ремо 1989
80-й выпуск  Милан — Сан-Ремо — шоссейной однодневной велогонки по дорогам Италии. Гонка прошла 18 марта 1989 года в рамках Мирового шоссейного кубка UCI 1989. Победу одержал французский велогонщик Лоран Финьон.

## Участники
| Профессиональные велокоманды (27)- Super U-Raleigh-Fiat - Superconfex - Helvetia-La Suisse - Z-Peugeot - PDM-Ultima-Concorde - Atala-Campagnolo - Histor-Sigma - Domex-Weinmann - Carrera Jeans-Vagabond - AD Renting-W-Cup-Bottecchia - Ariostea - Pepsi-Cola-Alba Cucine - RMO - Gewiss-Bianchi - Toshiba-Kärcher-Look - Panasonic-Isostar-Colnago-Agu - Del Tongo-Mele Val di Non - 7 Eleven-American Airlines - Jolly Componibili-Club 88 - Hitachi-VTM - Reynolds - TVM-Ragno - Caja Rural-Paternina - BH - Malvor-Sidi - Selca-Conti-Ciclolinea - Chateau d'Ax-Salotti |
| |

## Маршрут
Старт гонки по традиции был в Милане, а финиш в Сан-Ремо. Гонщикам предстояло преодолеть три категорийных подъёма — Пассо дель Туркино на середине пути, а на заключительных 30 км Поджио (протяжённость 3,7 км, градиент средний 3,7 % и максимальный 8 %) и Чипрессу (протяжённость 5,6 км, градиент средний 4,1 % и максимальный 9 %). Протяжённость дистанции составила чуть больше 290 км.

## Ход гонки
Старт и последующие четыре часа гонки прошли под дождём, что увеличило время гонки. На спуске с Пассо дель Туркино в отрыв уходят Энрико Галлески, чемпион мира 1984 года Клод Крикельон и Марино Лехаррета. Подъезжая к Волтри, за 131 километр до финиша, группу лидеров догоняют Роберто Паньин, Марко Лиетти, Давиде Кассани и Кладио Кьяппуччи. В Савоне пелотон отставал на 2’58", в Споторно они везли пелотону 5’17", а за 90 километров до финиша, в Финале-Лигуре, отрыв составлял до 5’32". Несмотря на большое преимущество, у Чипресса пелотону удалось догнать отрыв. За 13 километров до финиша атаку совершили Франс Маассен и прошлогодний победитель Лоран Финьон. В то время, как Финьон и Маассен преодолевали Поджио, в пелотоне произошёл завал. На финише Финьон на 7 секунд отрывается от Маассена и второй раз подряд выигрывает Милан — Сан-Ремо. Третьим финишную черту пересёк Адриано Баффи, проиграв лидеру 30 секунд.

## Результаты
| \| Генеральная классификация \| Генеральная классификация \| Генеральная классификация \| Генеральная классификация \| Генеральная классификация \| \| Гонщик \| Гонщик \| Команда \| Время \| \| \| ------------------------- \| ------------------------- \| ------------------------- \| ------------------------- \| ------------------------- \| \| 1-й \| Лоран Финьон \| Super U-Raleigh-Fiat \| 7ч 08' 19 \| \| \| 2-й \| Франс Маассен \| Superconfex-Yoko \| + 7 \| \| \| 3-й \| Адриано Баффи \| Ariostea \| + 30 \| \| \| 4-й \| Ронан Пенсек \| Z-Peugeot \| + 30 \| \| \| 5-й \| Шон Келли \| PDM-Ultima-Concorde \| + 30 \| \| \| 6-й \| Данило Джоя \| Atala-Campagnolo \| + 30 \| \| \| 7-й \| Рюди Даненс \| PDM-Ultima-Concorde \| + 30 \| \| \| 8-й \| Жерар Рю \| Super U-Raleigh-Fiat \| + 30 \| \| \| 9-й \| Джузеппе Калькатерра \| Atala-Campagnolo \| + 30 \| \| \| 10-й \| Этьенн Де Вилде \| Histor-Sigma \| + 30 \| \| |                      |                      |           |
| |                      |                      |           |
| |                      |                      |           |
| Генеральная классификация |                      |                      |           |
| Гонщик | Гонщик               | Команда              | Время     |
| 1-й | Лоран Финьон         | Super U-Raleigh-Fiat | 7ч 08' 19 |
| 2-й | Франс Маассен        | Superconfex-Yoko     | + 7       |
| 3-й | Адриано Баффи        | Ariostea             | + 30      |
| 4-й | Ронан Пенсек         | Z-Peugeot            | + 30      |
| 5-й | Шон Келли            | PDM-Ultima-Concorde  | + 30      |
| 6-й | Данило Джоя          | Atala-Campagnolo     | + 30      |
| 7-й | Рюди Даненс          | PDM-Ultima-Concorde  | + 30      |
| 8-й | Жерар Рю             | Super U-Raleigh-Fiat | + 30      |
| 9-й | Джузеппе Калькатерра | Atala-Campagnolo     | + 30      |
| 10-й | Этьенн Де Вилде      | Histor-Sigma         | + 30      |